# Nikomahova etika
Nikomahova etika (starogrško Ἠθικὰ Νικομάχεια, Ēthikà Nikŏmáhĕia) je najbolj znano in najvplivnejše Aristotelovo delo o etiki. V njej zagovarja etiko vrlin in razpravlja o najvišjem dobrem, srečnem življenju, pravičnosti, užitkih in prijateljstvu. Sestavljena je iz desetih knjig, ki so nastale na podlage zapiskov iz njegovih predavanj na Liceju.
Nikomah se je imenoval Aristotelov oče, toda prevladuje mnenje, da se naslov knjige navezuje na Aristotelovega sina, ki je nosil isto ime. Verjetno je ravno on kot Teofrastov učenec poskrbel za izdajo knjige, lahko pa da so jo posvetili njemu v čast, saj je življenje izgubil mlad.

## Naslov
Naslov se po splošnem prepričanju nanaša na Aristotelovega sina Nikomaha.